# Fellodistomum fellis
Fellodistomum fellis är en plattmaskart. Fellodistomum fellis ingår i släktet Fellodistomum och familjen Fellodistomatidae. Inga underarter finns listade i Catalogue of Life.